# Закріплення фотографічне
Фотографічне закріплення (або фотографічне фіксування) — видалення із світлочутливого шару фотографічних матеріалів залишків галоїдного срібла (не відновленого під час фотографічного проявлення), що сприяє збереженню фотографічного зображення тривалий час.